# Evert de Vos
Evert de Vos  (1960), is een Nederlands journalist en redactiechef en onderzoeksjournalist bij De Groene Amsterdammer. 

## Journalist
Na de vwo van scholengemeenschap  Johan van Oldenbarnevelt in Rotterdam studeerde De Vos Geschiedenis aan de Universiteit Leiden.
In de tachtiger jaren was hij bestuurslid van de PSP-jongeren. Ook was hij vanaf 1989 redacteur van Klets (FNV-jongeren), Aaneen (AbvaKabo FNV), het Welzijnsweekblad en Zorg en Welzijn. Vanaf 1997 werkte hij enkele jaren voor het dagblad Trouw. De Vos was daarbij bestuursvoorzitter van een Amsterdamse welzijnsorganisatie en werkte voor het weekblad Intermediair. Bij dat tijdschrift stond hij als onderzoeksjournalist aan de basis van het ‘Grote Werkgeversonderzoek’ en het onderzoek 'Topinkomens in de publieke sector'. Dit laatste onderzoek zou uiteindelijk leiden tot het instellen van de Balkenendenorm. Nadat hij een aantal jaren had gewerkt als hoofdredacteur van het opvoedblad J/M voor Ouders is hij sinds 2013 chefredacteur van De Groene Amsterdammer.
Als onderzoeksjournalist houdt hij zich bezig met onderwerpen als milieu, geschiedenis, economie & arbeidsmarkt. 
Zijn publicaties verschenen ook bij OneWorld, Investico, Joop.nl, NRC en Villamedia.

## Andere werkzaamheden
Als cursusleider verzorgt De Vos trainingen in interviewen en journalistiek schrijven voor (hoofd)redacteuren van patiëntenbladen. Ook was hij begeleider bij de workshop Expeditie Bladenmaken 2013 van NVJ en bij het NUV. Sinds 2015 hanteert hij de voorzittershamer van de VVOJ.

## Erkenning
In 2020 was De Vos winnaar van de journalistieke prijs De Tegel in de categorie Datajournalistiek. Hij kreeg de prijs samen met Felix Voogt en Adrián Estrada voor hun diepgravend onderzoek naar vervuilende boerderijen die relatief sterk bijdroegen aan de stikstofcrisis met als titel In de stikstofcrisis is niet elk dier gelijk.

## Prijzen
- De Tegel 2020